# Sòl de PVC
El sòl de PVC o sòl vinílic és un tipus de revestiment plàstic continu utilitzat en llocs sense excessiu trànsit que necessiten una neteja freqüent, com en laboratoris o escoles infantils. Està fabricat a partir del policlorur de vinil, sovint abreujat com PVC.

## Origen
El sòl de PVC és el substitut modern del linòleum, ja que la seva instal·lació i propietats són molt similars, sent el vinil un material més resistent i durador, i amb un millor comportament davant el foc.
El vinil es desenvolupa com a paviment a principis de la dècada dels 50. Inicialment apareix com a simple component en barreges heterogènies fixades a una base de feltre. I ja el 1960 es comercialitza en format de superfície contínua (en rotllos), però aquest material no arriba a la seva maduresa fins a mitjans de la dècada dels 70, amb el desenvolupament dels sòls de vinil homogenis. Des de llavors, aquest tipus de paviments ha experimentat un continu desenvolupament amb l'addició d'altres compostos químics i diferents tractaments superficials per aconseguir major resistència a l'abrasió, resistència a agents químics, incombustibilitat, característiques antilliscants, o millores en l'aspecte estètic.
Recentment també han cobrat interès com a solució alternativa per al reciclatge d'altres materials de PVC.

## Característiques
Com passa amb la majoria de productes sintètics, les propietats d'aquest material poden variar molt en funció de la seva composició química i del procés de fabricació. No obstant això, com a característiques comunes als sòls de vinil o PVC es poden esmentar la bona resistència a l'abrasió, la impermeabilitat, i la fàcil neteja. El sòl de PVC pot classificar en dos grans grups: sòl continu (flexible) i sòl de llosetes (rígid).

### Sòl continu
El sòl continu es comercialitza en forma de rotlles de grans dimensions, normalment amb amples d'entre 2 i 4 m, i longituds variables (usualment al voltant de 20 m, ja longituds majors farien molt difícil la manipulació de les peces).
Aquests sòls són calents i suaus al tacte, i amb gruixos superiors als 3mm presenten cert encoixinat. Aquestes característiques, juntament amb la seva fàcil neteja i bona adherència, els fan ideals com a sòl per a nens, de manera que hi ha al mercat moltes marques que ofereixen tot tipus d'estampats bé sigui amb dibuixos o imitant tota mena de materials i superfícies.
Com a inconvenient, aquest tipus de revestiments no toleren els grans pesos i es pot punxonar amb relativa facilitat, sent la seva reparació costosa, ja que per substituir el tros danyat cal desenganxar tota la làmina.

### Sòl en lloseta
Les llosetes de vinil són rígides i dures. Freqüentment el PVC és només un revestiment superficial adherit a un suport d'un altre material. Les seves característiques són una gran estabilitat enfront de diversos agents químics, estanquitat, resistència a l'abrasió, baixa conductivitat i facilitat de neteja i manteniment. Igual que els sòls continus, poden presentar diferents tipus de colors i dibuixos, però a diferència dels primers, usualment són de colors llisos.

## Instal·lació
Els sòls continus de PVC són làmines molt fines (1-4mm), de manera que poden col·locar sobre paviments preexistents. No obstant això, el requisit més important per aconseguir un bon acabat amb aquest material és que el suport estigui ben ferma i anivellat. En obres de reforma, si el paviment preexistent està en bones condicions, s'aplica una fina base de morter autoanivellant per eliminar qualsevol petit desperfecte. Si el sòl no està en bon estat és necessari substituir-lo o abocar una capa de formigó. En obra nova, una pràctica comuna per aconseguir una superfície perfectament llisa i anivellada és col·locar primer un sòl de terratzo que posteriorment es poleix in situ.
La làmina de PVC es talla a la mesura en la mateixa obra, i es fixa al suport mitjançant cues. També és possible col·locar el PVC sense encolat al suport: per a això es disposen dues làmines diferents, i s'encola la superior a la inferior, creant una única làmina que es recolza simplement en el sòl preexistent. Aquesta solució és molt adequada en reformes de locals llogats, ja que és completament reversible.
El muntatge de terres de llosetes o plaquetes no presenta cap característica diferencial especial, llevat que en presentar en format menors han d'anar col·locant i pegant-les llosetes una a una. De nou la seva instal·lació dependrà del material de suport a què vagin units.